# Basiliskianos

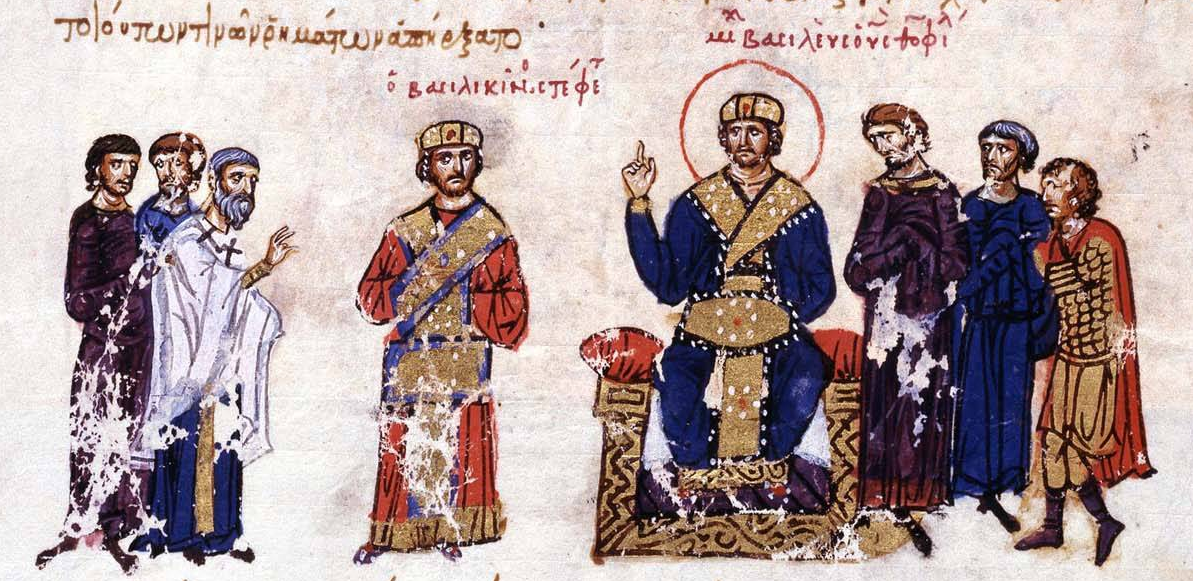
Michael III. (sitzend) und Basiliskianos („Basilikinos“) in vollem Krönungsornat als Mitkaiser gezeigt. Miniatur aus der Madrider Bilderhandschrift des Skylitzes

Basiliskianos (auch Basilikinos; mittelgriechisch Βασιλισκιανὁς, † nach 23. September 867 in Konstantinopel) war im September 866 kurzzeitig designierter Mitkaiser des byzantinischen Kaisers Michael III.

## Leben
Der Patrikios Basiliskianos, ein Höfling Kaiser Michaels III., war angeblich ein Ruderer auf der kaiserlichen Dromone. Nach dem Sieg Michaels im Wagenrennen am 1. September 866 im Hippodrom des Mamaspalastes soll er dem Kaiser beim abendlichen Bankett derart geschmeichelt haben, dass dieser ihn spontan zum Mitkaiser machte oder dies zumindest in Aussicht stellte. Damit trat Basiliskianos in direkte Konkurrenz zu Michaels bisherigem Favoriten Basileios, der nach der Ermordung des Bardas zum Thronfolger und Mitregenten avanciert war. Beim Mordanschlag auf Michael III. am 23. September 867 wurde Basiliskianos, der vor dem Schlafgemach des Kaisers gewacht hatte, schwer verwundet und spätestens nach der Thronbesteigung des Basileios von diesem beseitigt.